# San Marino en los Juegos Olímpicos de Múnich 1972
San Marino estuvo representado en los Juegos Olímpicos de Múnich 1972 por siete deportistas masculinos que compitieron en dos deportes.
El equipo olímpico sanmarinense no obtuvo ninguna medalla en estos Juegos.